# Flexform
FLEXFORM es una empresa italiana con sede en Meda, centro del sector productivo de la decoración de Brianza. Fundada en 1959 por los hermanos Galimberti, la empresa proyecta, produce y comercializa mobiliario y complementos para uso residencial y público.

## Historia
A principios del siglo XX la familia Galimberti puso en marcha un taller artesanal para hacer sillones y sofás. En 1959 los hermanos Romeo, Pietro y Agostino Galimberti decidieron llamar a la actividad Flexform di Galimberti, comercializando los productos en ámbito local.
En 1967 la sociedad se convirtió en S.p.A (Sociedad Anónima) y dejó de ser taller artesanal para transformarse en industria. Empezaron a colaborar arquitectos y creadores italianos, muchos de ellos destinados a convertirse en protagonistas del diseño italiano.
Flexform en 1969 encargó el estudio de la marca a Pino Tovaglia, el gráfico que diseñó en los mismos años la marca Pirelli, mientras el designer Joe Colombo proyectó el sillón Tube Chair, que se expone en la colección permanente del Museum of Modern Art (MoMA) de Nueva York.
A partir de los años setenta Flexform empezó a exportar al extranjero. Al participar en la Feria del Mueble de Colonia en Alemania se dio a conocer en los mercados del norte de Europa. Siguieron años de expansión económica en toda Europa que llevaron a la segunda generación de la familia Galimberti a ampliar su horizonte comercial hasta llegar a los países de ultramar. Con la entrada de la tercera generación, a finales de los años noventa, se consolidó la exportación a Brasil, Rusia, China, EE. UU. y a los países de oriente próximo y lejano.
Al mismo tiempo fue creciendo la necesidad de diversificar todavía más la oferta para satisfacer el gusto de los mercados emergentes. Por eso en 2001 se lanzó Flexform Mood, una nueva colección de productos con estilo internacional y retro, coordinada inicialmente por el designer americano John Hutton.
La empresa sigue siendo una family company. Cuenta con una plantilla de 135 personas y una fábrica que ocupa un área de 30.000 m². Toda la producción sigue haciéndose exclusivamente en Meda, Italia, para conservar el producto originariamente Made in Italy.

## Diseño
A lo largo de los años se han encargado del estudio de nuevos productos diseñadores y arquitectos, entre los cuales se cuentan Asnago-Vender, Sergio Asti, Cini Boeri, Joe Colombo, Paolo Nava, Rodolfo Bonetto, Carlo Colombo, Gigi Radice y Giulio Manzoni. Desde la década de 1980, la coordinación de toda la colección ha estado en manos del arquitecto Antonio Citterio.
En 2016 presentó el sofá Adagio, proyecto del arquitecto Daniel Libeskind

## Premio
La butaca A.B.C.D., proyecto de Antonio Citterio, premiada con la Mención de Honor XXIV Compasso d'Oro ADI
La butaca A.B.C.D. diseñada por Antonio Citterio ha sido seleccionada por la Associazione per il disegno industriale para ser publicada en el ADI Design Index 2015